# Izet Sarajlić
Izet Sarajlić (poznat kao Kiko; Doboj, 16. ožujka 1930. — Sarajevo, 2. svibnja 2002.) bosanskohercegovački je književnik i povjesničar filozofije bošnjačkog podrijetla. Jedan je od najprevođenijih bosanskohercegovačkih pjesnika.

## Životopis
Rođen je 16. ožujka 1930. u Doboju. Ime je dobio po djedu s očeve strane, koji je bio činovnik za vrijeme Austro-Ugarske. Djetinjstvo je proveo u Trebinju i Dubrovniku, a 1945. se nastanjuje u Sarajevu, u kojemu će ostati sve do kraja života.
U Sarajevu je pohađao mušku gimnaziju, a u pjesništvo ulazi kao devetnaestogodišnjak, zbirkom poezije U susretu. Za vrijeme studija na Filozofskom fakultetu u Sarajevu, radio je i kao novinar.
Diplomirao je na Filozofskom fakultetu u Sarajevu, odsjek Filozofije i komparativistike. Doktorirao je filozofske znanosti. Radio kao redovni profesor na Filozofskom fakultetu u Sarajevu. Kao član Društva pisaca Bosne i Hercegovine, zajedno sa Huseinom Tahmiščićem, Ahmetom Hromadžićem, Velimirom Miloševićem i Vladimirom Čerkezom, pokreće međunarodnu književnu manifestaciju Sarajevski dani poezije u organizaciji Društva pisaca Bosne i Hercegovine 1962. godine. Bio je član Akademije znanosti i umjetnosti Bosne i Hercegovine i udruge intelektualaca „Krug 99”.
Preminuo je u Sarajevu, 2. svibnja 2002. godine.

## Djela

### Poezija
- U susretu (Sarajevo, 1949.)
- Sivi vikend (Sarajevo, 1955.)
- Minutu ćutanja (Sarajevo, 1960.)
- Posveta (Beograd, 1961.)
- Tranzit (Sarajevo, 1963.)
- Intermeco (Kruševac, 1965.)
- Godine, godine (Beograd, 1965.)
- Ipak elegija (Beograd, 1967.)
- Vilsonovo šetalište (Sarajevo, 1969.)
- Stihovi za laku noć (Beograd, 1971.)
- Pisma (Sarajevo, 1974.)
- Nastavak razgovora (Beograd, 1977.)
- Trinaest knjižica poezije(Priština, 1978.)
- Knjiga prijatelja (Sarajevo, 1981.)
- Neko je zvonio (Čačak, 1982.)
- Nekrolog slavuju (Beograd, 1987.)
- Oproštaj sa evropskim humanističkim idealizmom (Nikšić, 1989.)
- Sarajevska ratna zbirka (Sarajevo, 1992.)
- Knjiga oproštaja (Sarajevo, 1996.)
- 30. februar (Sarajevo, 1998.)

### Proza
- Portreti drugova (Sarajevo, 1965.)
- Koga će sutra voziti taksisti (Sarajevo, 1974.
- V.P. (Sarajev, 1999.)

### Poezija i proza
- Putujem i govorim (Sarajevo, 1967.)
- Slavim (Titograd, 1988.)

### Filozofija
- Filozofijska i sociologijska bibliografija SRH od 1945-1962 (Beograd, 1966.)
- Franciskus Patricijus (Beograd, 1968.)
- Patricijeva filozofija bitka (Zagreb, 1970.)
- Biće beskonačnog (Sarajevo, 1973.)
- Hrestomatija etičkih tekstova patristike-skolastike renesanse (Sarajevo, 1978.)
- Pohvala filodoksiji (Sarajevo, 1978.)
- Osnovi marksizma sa teorijom i praksom socijalističkog samoupravljanja(Sarajevo, 1980.)
- Patricijeva kritika Aristotelesa (Zenica, 1996.)
- Logos u Herakleitosa (Sarajevo, 1997.)

## Nagrade
- Druga nagrada Saveza Židovskih općina Jugoslavije, 1971.
- Dvadesetsedmosrpanjska nagrada, 1963.
- Disova plaketa, 1982.
- Zmajeva nagrada, 1985.
- Nagrada Branko Miljković, 1987.
- Nagrada ZAVNOBiH za životno djelo, 1989.
- Fund for Free Expression Award U.S.A, 1993.
- Talijanska nagrada Mediterranneo, 1997.
- Nagrada Erguvan, Istanbul, 1997.
- Premio Finaleinsieme, Modena, 1998.
- Nagrada Alberto Moravija, 2001.
- Šestotravanjska nagrada Grada Sarajeva, 2002.
- Počasni građanin grada Salerna, 2002.

## Vanjske povezice
- Sarajlićevo